# JR西日本287系電車
287系電車（287けいでんしゃ）は、西日本旅客鉄道（JR西日本）の直流特急形車両である。

## 概要
特急「きのさき」や「こうのとり」（2011年〈平成23年〉3月11日までは「北近畿」）などの「北近畿ビッグXネットワーク」で運用されている183系老朽化にともなう置き換え用として、4両編成×7本（28両）と3両編成×6本（18両）の計46両を約80億円をかけて導入することが発表され、2011年（平成23年）3月12日のダイヤ改正から運転を開始した。
また、南紀方面の特急「くろしお」用として、6両編成×6本（36両）と、3両編成×5本（15両）の計51両も製造が発表され、2012年（平成24年）3月17日のダイヤ改正から営業運転を開始した。
車両の製造は川崎重工業・近畿車輛が担当した。
2025年（令和7年）4月現在、「くろしお」「こうのとり」「はしだて」「きのさき」「まいづる」「らくラクやまと」で運用されている。

## 構造

### 車体
特急「サンダーバード」で使用されている683系4000番台の設計思想が踏襲されており、全電動車編成とすることによって、車両構体の共通化によるコスト削減が図られている。具体的には、パンタグラフ搭載スペースは全車種に2か所ずつ設けられたほか、どの車種にも車両制御装置・空気圧縮機・蓄電池を搭載できるようになっている。
オフセット衝突対策として近郊型の225系に続き衝撃吸収構造を採用した。車体配色も681系に準じているが、客室側窓下部のラインカラー帯については、北近畿方面用の車両は「北近畿」で馴染みがあり沿線の緑豊かな地域に映えるダークレッド■を、「くろしお」用の車両は283系で既に採用されているオーシャングリーン■を、それぞれ採用している。

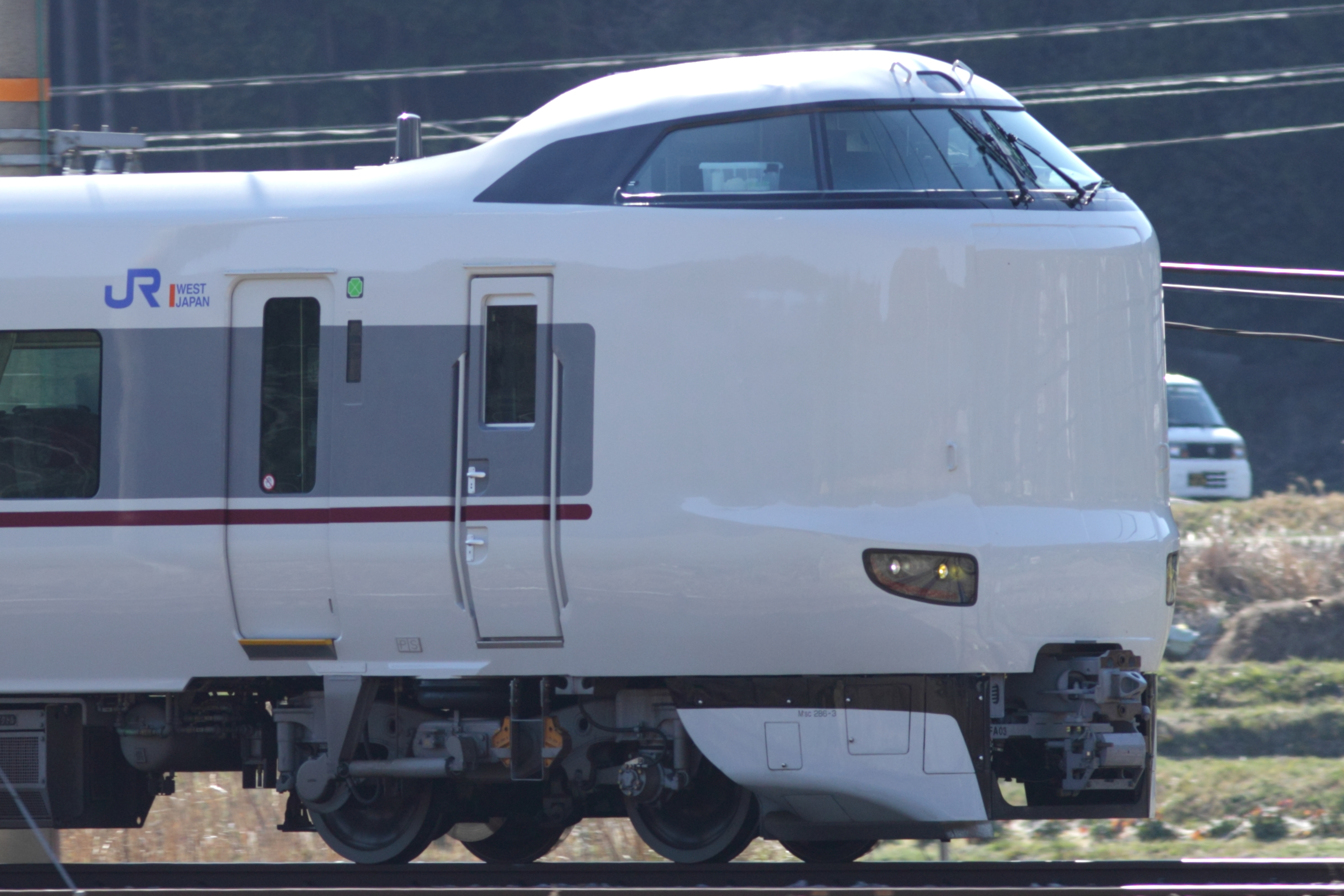
ダークレッドの帯が施された 北近畿方面用の287系
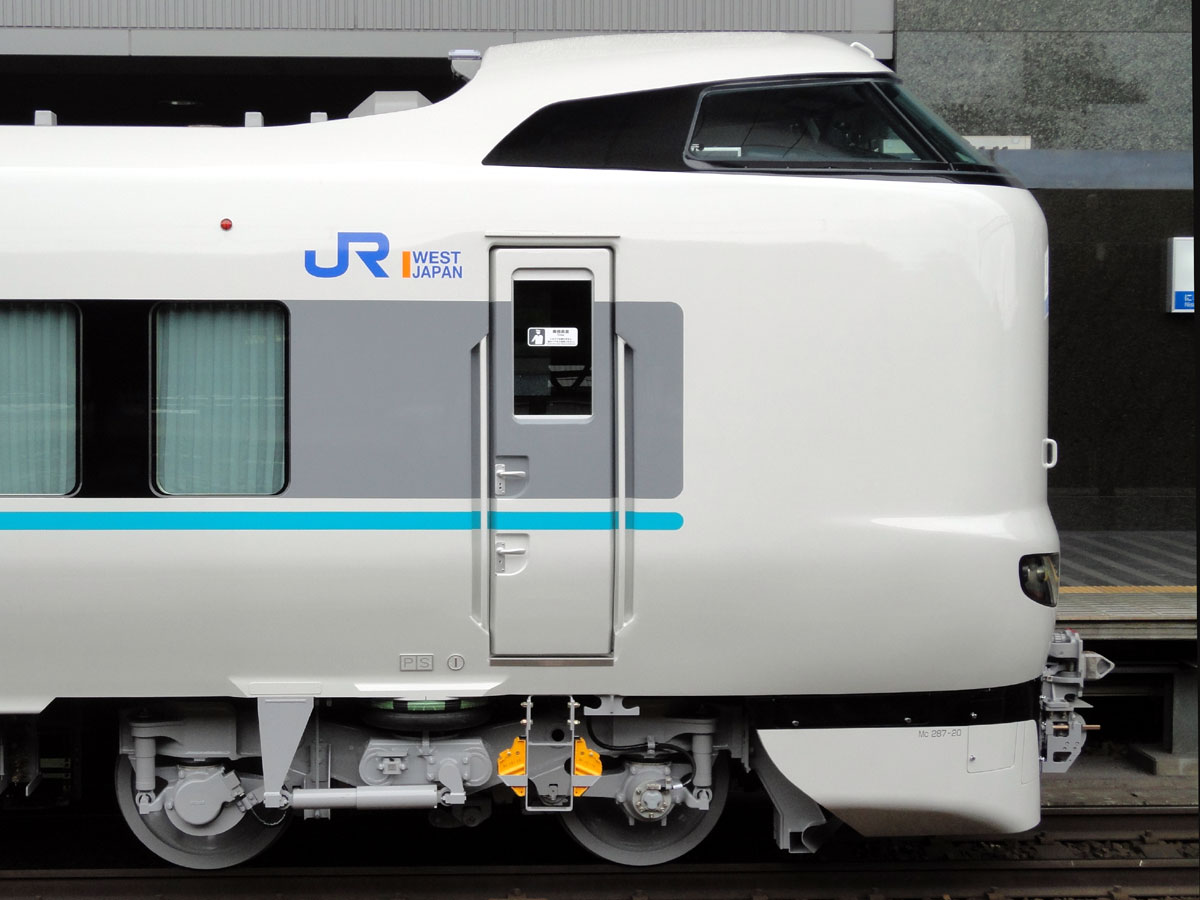
オーシャングリーンの帯が施された 「くろしお」用の287系

### 主要機器
125系や321系・225系で採用された「0.5Mシステム」と呼ばれる、運転に必要な機器類を1両にまとめて搭載する考え方を基本とし、すべての車両が電動車である。そのため、全車両に車両制御装置を搭載するが、集電装置・空気圧縮機の有無によって287形と286形の区別を行っている。

#### 電源・制御機器
車両制御装置（WPC15A-G2）は東洋電機製造と東芝が製造を担当した。主回路部はIGBT素子による2レベル電圧形PWMインバータ1基で2基の電動機を制御する、いわゆる1C2M構成のVVVFインバータを搭載し、速度センサレスベクトル制御および純電気ブレーキに対応している。これに対し補助電源部は三相交流440 V・75 kVAの容量を有している。主回路部と同じくIGBTを用いた2レベル電圧形PWMインバータをCVCF制御し、他車の補助電源部と並列運転を行うことで故障時の編成全体での冗長性を確保する設計である。
集電装置はシングルアーム型の WPS28C を採用し、クモハ287・モハ287形後位寄りに1基搭載を基本とする。バネ上昇、空気下降式で電磁カギ外し装置および上昇検知装置を備える。北近畿方面の特急列車用として落成した3両編成の一部と4両編成では、各車あたり2基搭載されるが、それ以外の編成では各車あたり1基搭載されている。なお、中間車両（モハ287形）では、集電装置の関節を車端側に向けているが、先頭車両（クモハ287形）の場合は、城崎温泉方に向けている。

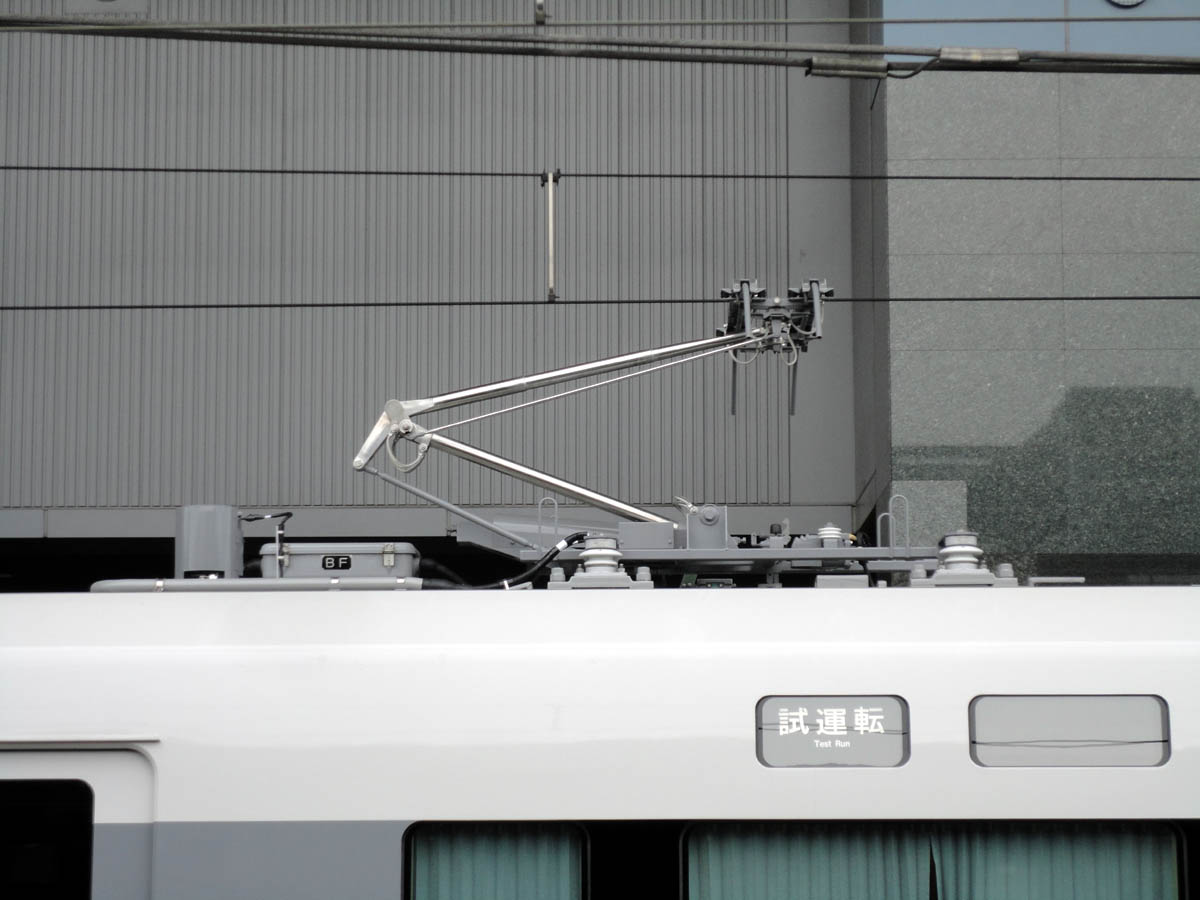
パンタグラフ

主電動機は、センサレスベクトル制御を採用した1時間定格出力270 kWのかご形三相誘導電動機（WMT106A-G1）が1両当たり2基搭載されている。
電動空気圧縮機は、223系2000番台などの実績である除湿装置一体型の低騒音形スクリュー式 WMH3098-WRC1600 を採用し、モハ287形・クモハ287形に1基搭載されている。
車両情報システムとして、321系・225系と同様のデジタル転送装置を採用した。伝達速度の高速化・高容量化を図っている。
空調装置は、集中式の WAU704E が1両あたり1基屋根上に搭載される。冷房能力は39,000 kcal/hであり、フロン規制対応冷媒（R407C）を使用している。

#### 台車
台車は、225系や683系4000番台をベースとした軸はり式ボルスタレス台車を採用し、部品共通化および省メンテナンス化を図っている。225系に準じてバネ帽部の強化構造の採用や省メンテナンス化を図るための速度発電機の非接触化、ワンタッチカプラ化された空気ホースを採用するとともに、乗り心地改善のために683系と同等のアンチローリング装置を搭載する。0.5Mシステムを採用したことから、1両あたり電動台車（WDT67）と付随台車（WTR249）を1台ずつとしている。ただし、先頭車両（クモロハ286形・クモハ287形・クモハ286形）の付随台車に関しては、駐車ブレーキを備えた WTR249A を装着する。雨天時の車輪粘着を考慮し、クモハ286形・クモロハ286形のみ付随台車が前位（運転室寄り）となっている。他は電動台車を後位に、付随台車を前位に装着する。
基礎ブレーキは、電動台車が踏面ブレーキ、付随台車が踏面ブレーキと1車軸あたり2枚のディスクブレーキの併用である。

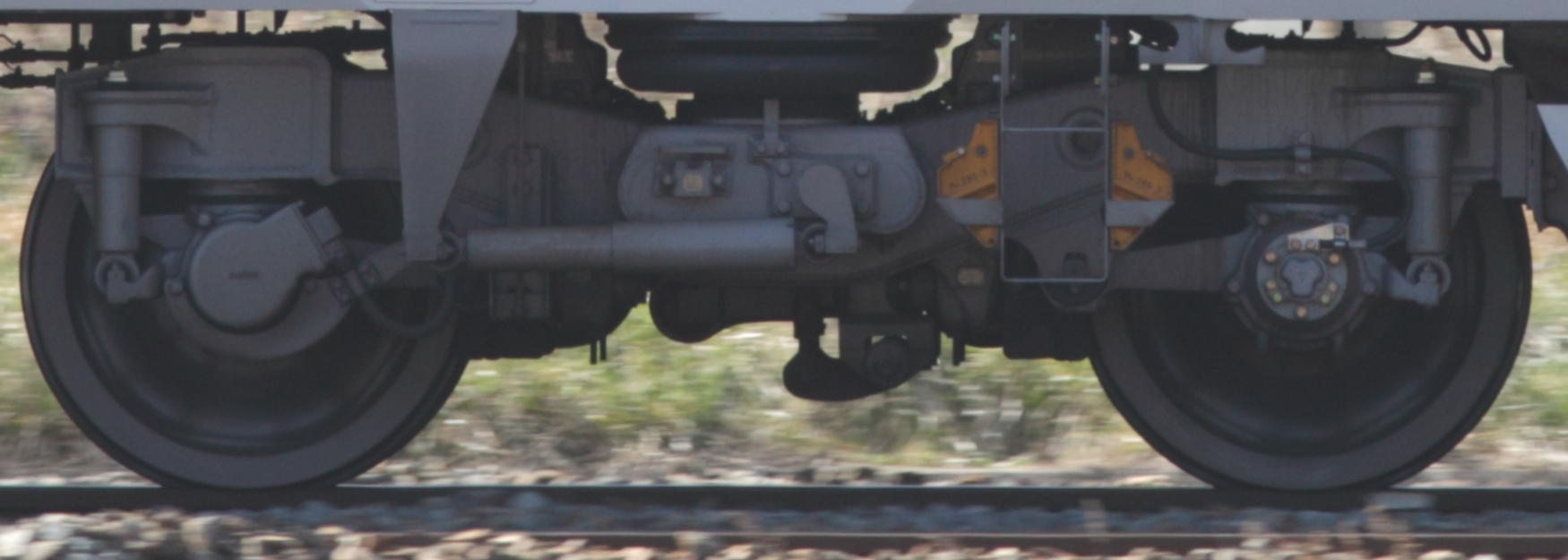
WTR249A台車

低重心設計により曲線通過性能の向上が図られている681系・683系をベースとしていることと、製造コスト削減の目的から、381系と異なり振り子機能は搭載されていない。曲線通過速度はR=400 m以上で最大本則+15 km/hと振り子式車両より10 km/h程度低く設定されており、これにより「くろしお」では381系・283系と比較して約3 - 6分程度、所要時間を多く要している。

#### その他装備
連結器は1編成を1車両として運用する考え方を基本としたため、中間連結部は半永久連結器を使用している。先頭車運転台寄りの連結器は電気連結器・自動解結装置を備えた密着連結器である。
保安装置は、新製当初からATS-SW・ATS-Pに加えてEB・TE装置、映像音声記録装置を搭載する。ATS制御装置は、従来のATS-P制御装置を小型化し、ATS-SWとの機能集約を行ったATS-P3制御装置を新設計した。

### 車内
客室内にLED式の車内案内表示装置が設置され、グリーン車の全席と普通車の車端部座席にモバイル機器などの使用に対応したコンセントが設置されている。
3両に2両の割合で便所（小便器1か所・洋式大便器1か所）が設置されている。そのうち、編成中に1か所、女性専用トイレが設けられている。さらに、バリアフリー設備として多目的室や車いすスペースが編成中に1か所設置されている。
座席は683系4000番台に準じた回転リクライニングシートを採用し、グリーン席は茶色表地の1+2列配置で1,160 mmピッチ、普通席は青色表地の2+2列配置で970 mmピッチで展開する。
乗降扉は原則として後位に690 mmの引戸で1か所としているが、車いすスペースが設置された車両については前位に1,000 mmの引戸を追加し2か所となっている。また、乗降扉にはドアチャイムが設置されている。

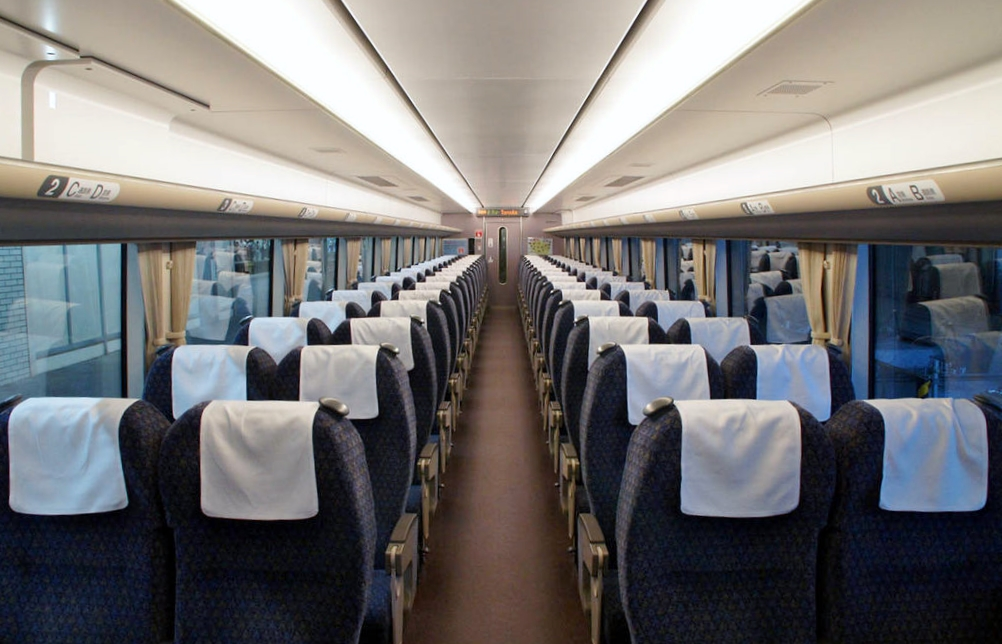
普通席
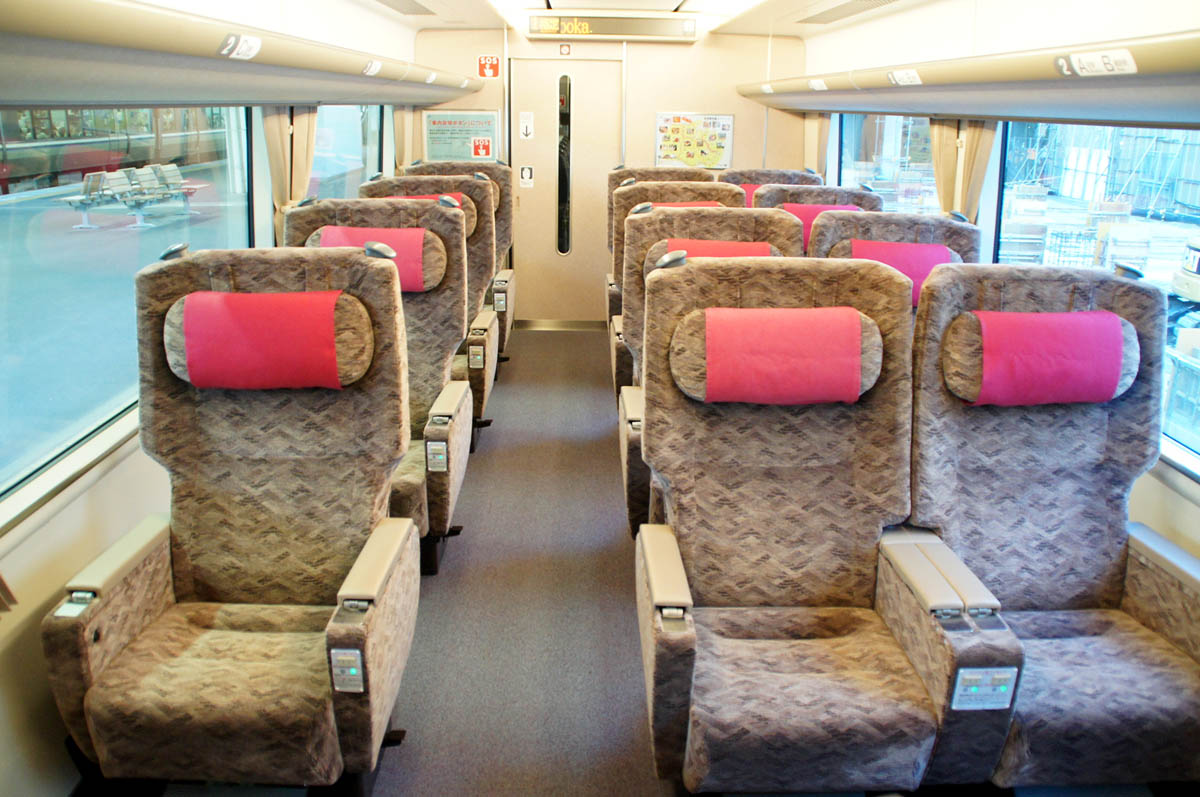
グリーン席

## 形式・編成

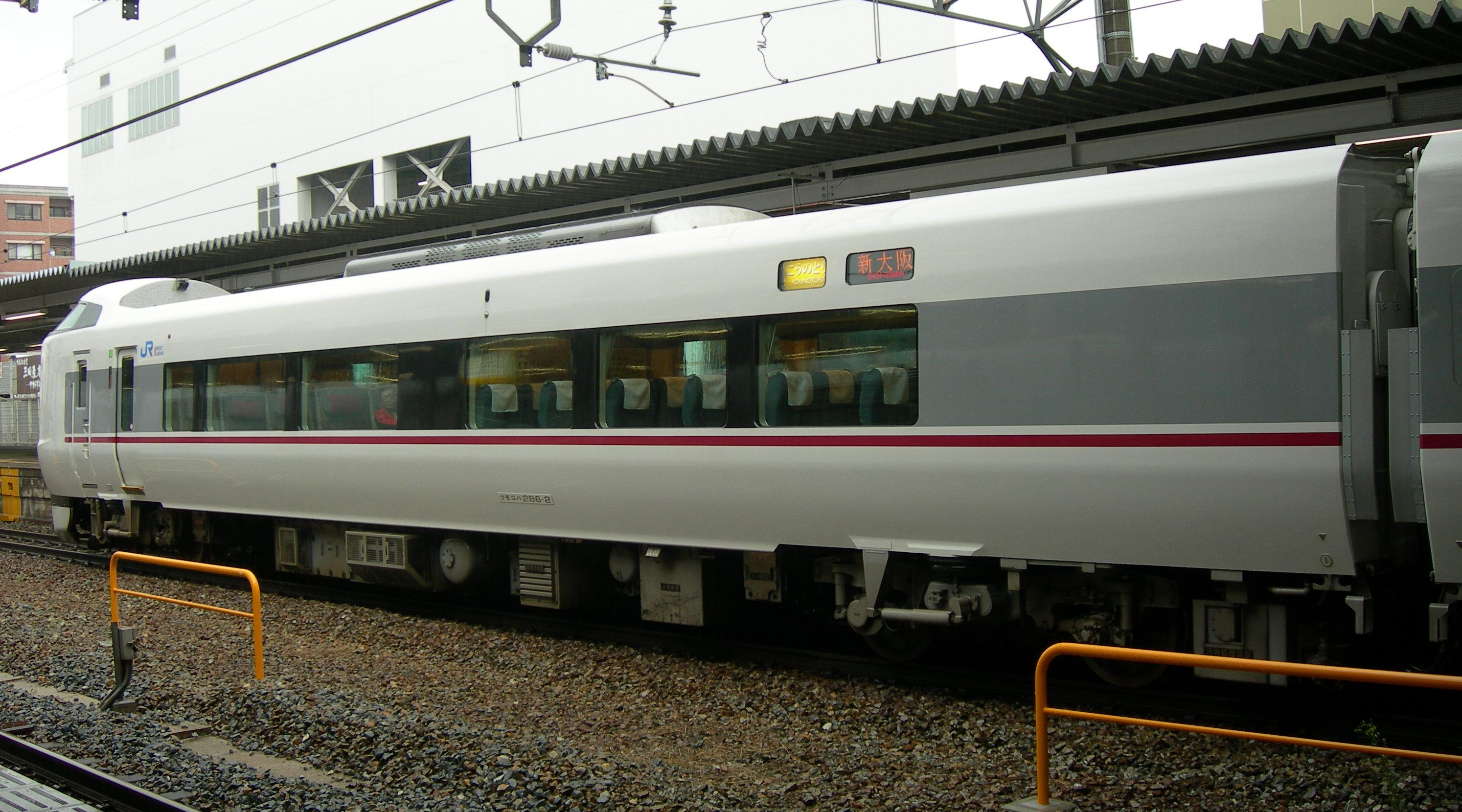
クモロハ286形（M'sc）
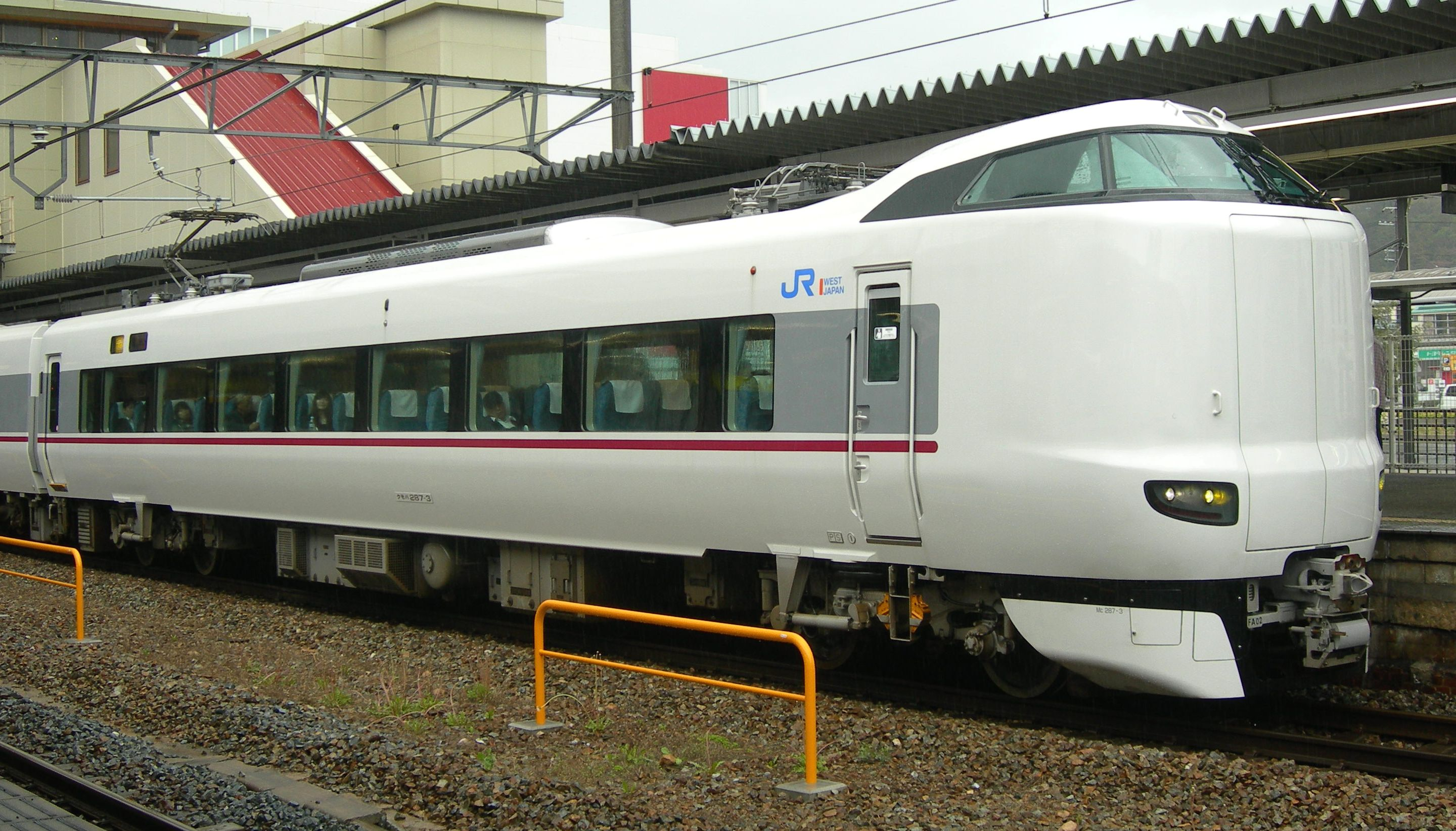
クモハ287形 （クモハ287-3）
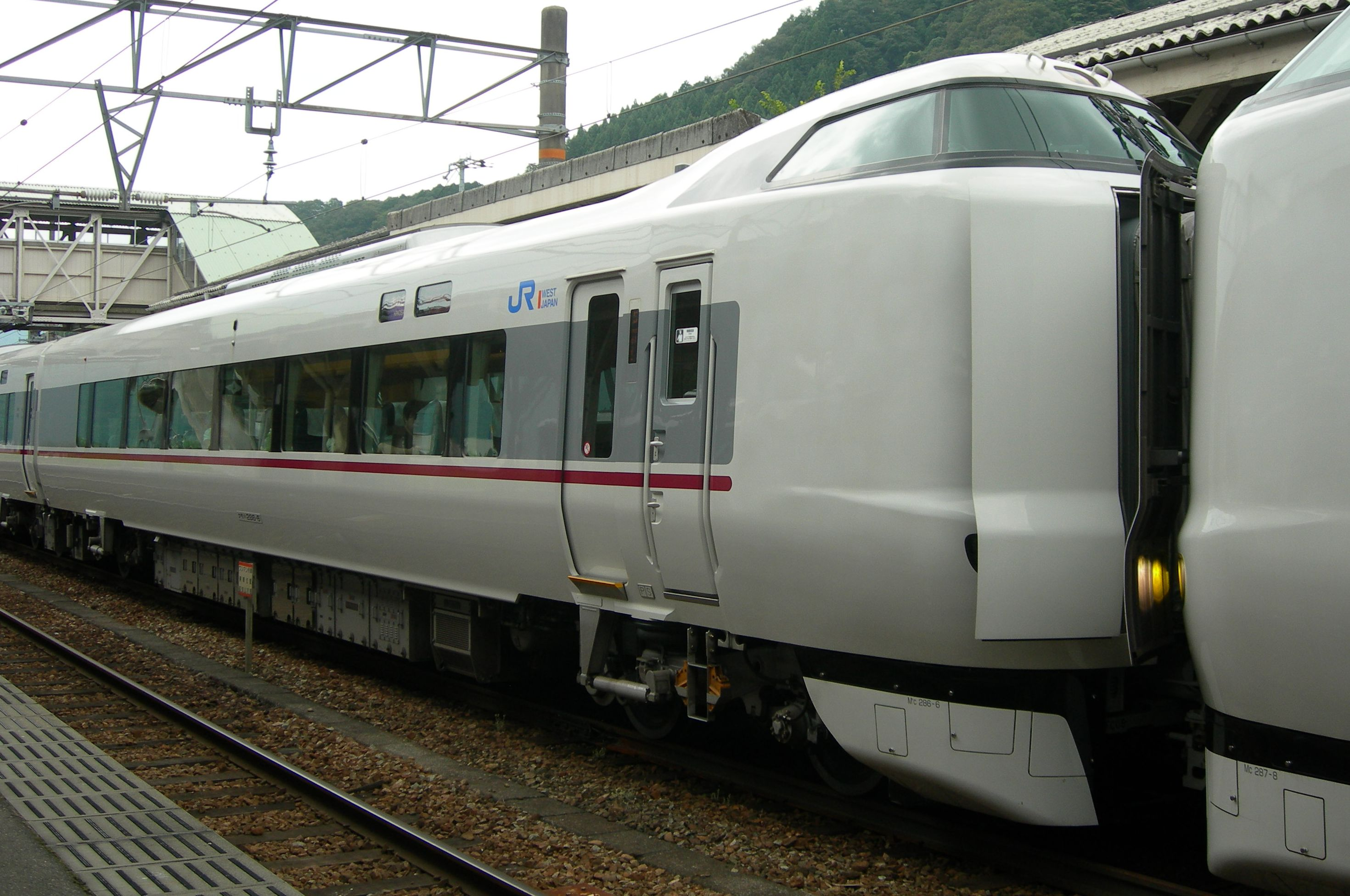
クモハ286形 （クモハ286-6）
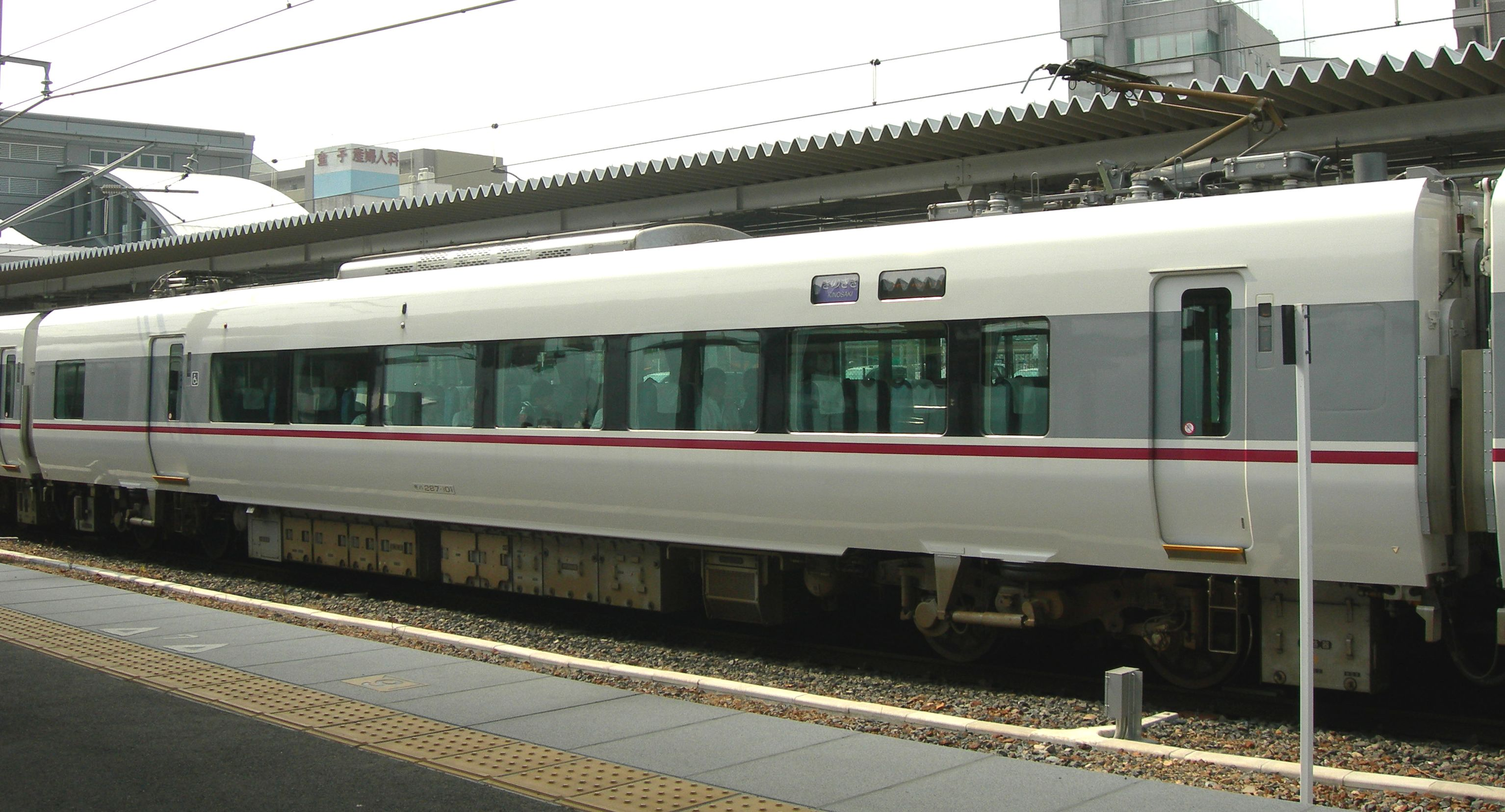
モハ287形100番台 （モハ287-101）
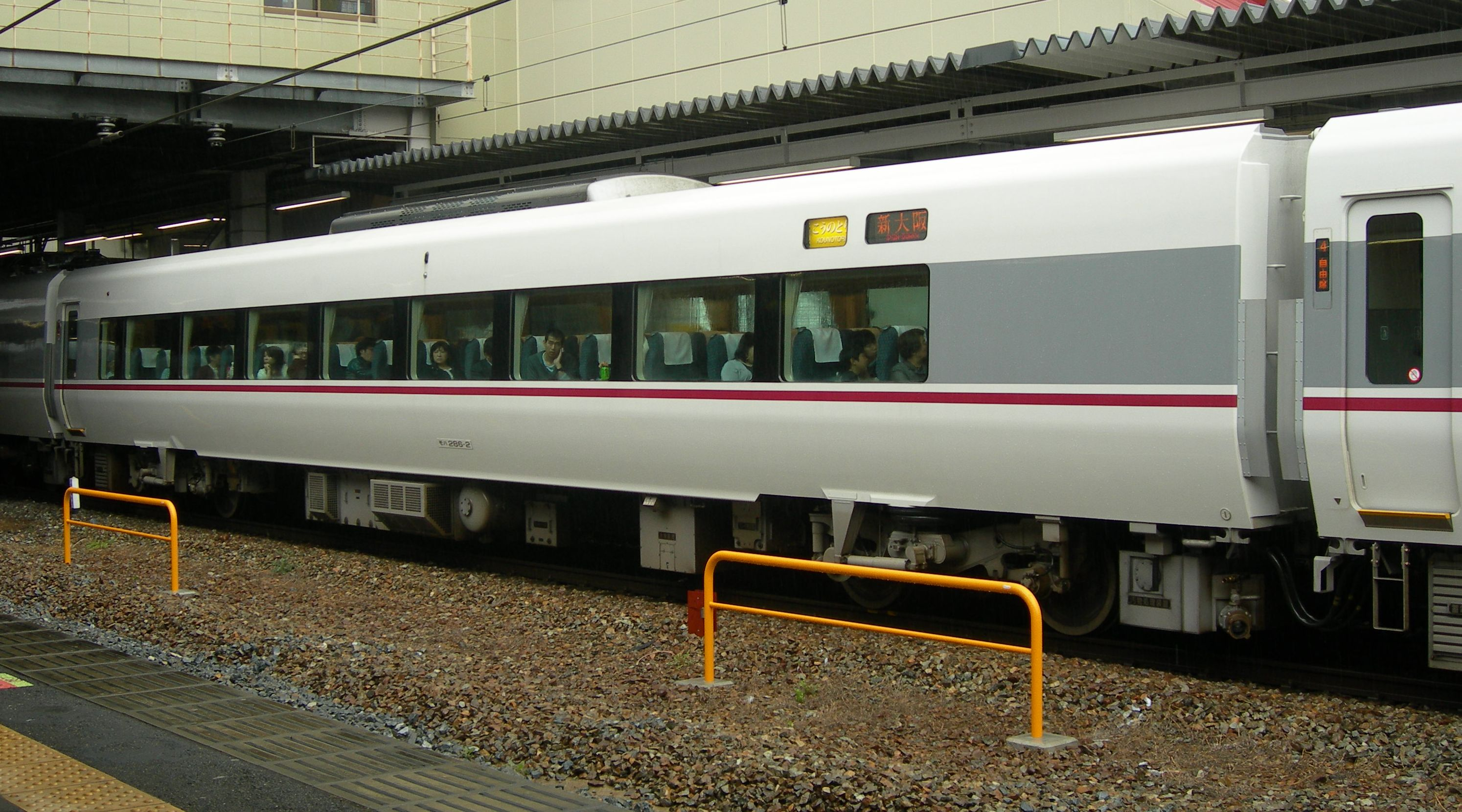
モハ286形0番台 （モハ286-2）
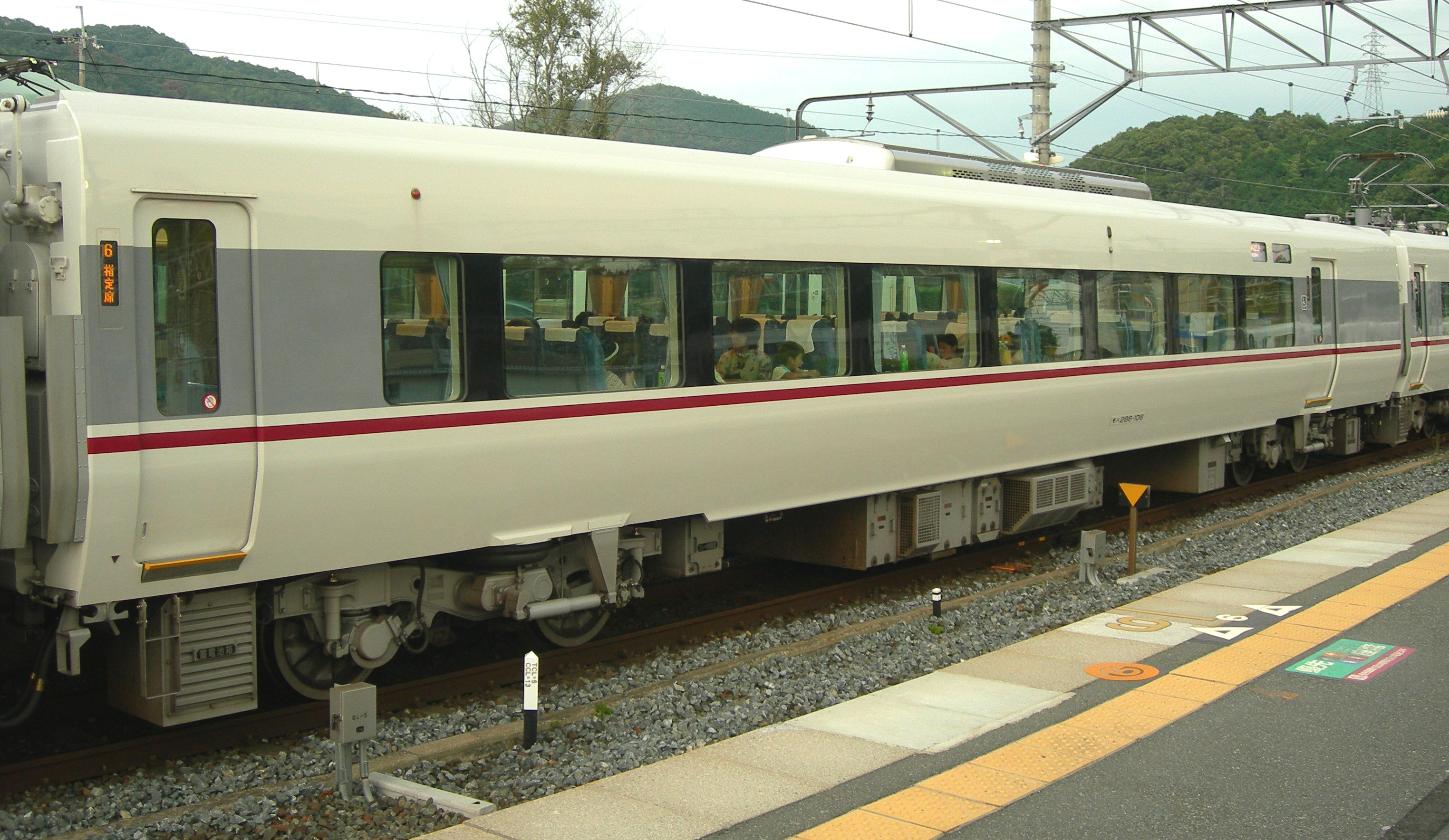
モハ286形100番台 （モハ286-106）

グリーン席と普通席を備える貫通型（準備工事のみ）の制御電動車。前位寄りにトイレ・洗面所、後位寄りに乗降扉1か所と運転台が設置され、車両制御装置・蓄電池などを搭載する。定員15名（グリーン席）+23名（普通席）、計38名。形式記号は日本国有鉄道（国鉄）時代を含めて初の「クモロハ」となった。
- クモハ287形（Mc）

普通席を備える貫通型の制御電動車。前位寄りに運転台、後位寄りに乗降扉1か所が設置され、車両制御装置・蓄電池・空気圧縮機・集電装置などを搭載する。定員64名。
- クモハ286形（M'c）

普通席を備える貫通型の制御電動車。前位寄りにトイレ（女性専用含む）・洗面所、後位寄りに運転台と乗降扉1か所が設置され、車両制御装置・蓄電池などを搭載する。定員56名。
- モハ287形

普通席を備える中間電動車。車両制御装置・蓄電池・空気圧縮機・集電装置などを搭載する。
- 100番台（M）

乗降扉2か所・多機能トイレ・洗面所・多目的室・車椅子スペースが設置されている。定員50名。
- 200番台（M2）

乗降扉1か所・車販準備室が設置されている。定員72名。
- モハ286形

普通席を備える中間電動車。車両制御装置・蓄電池などを搭載する。
- 0番台（M'）

乗降扉1か所・トイレ（含む女性専用）・洗面所が設置されている。定員68名。
- 100番台（M'1）

乗降扉2か所・多機能トイレ・洗面所・車椅子スペースが設置されている。定員58名。
- 200番台（M'2）

乗降扉2か所・多機能トイレ・洗面所・多目的室・車椅子スペース・業務用室・車掌室が設置されている。定員50名。
- クモロハ286形
（クモロハ286-2）
- クモハ287形
（クモハ287-3）
- クモハ286形
（クモハ286-6）
- モハ287形100番台
（モハ287-101）
- モハ286形0番台
（モハ286-2）
- モハ286形100番台
（モハ286-106）

### 吹田総合車両所福知山支所所属車
原則として「まいづる」は付属編成での運用、ほかは基本編成での運用となり、「まいづる」は全列車京都駅 - 綾部駅間は「きのさき」または「はしだて」と併結される。また多客期を中心に付属編成を連結した7両編成で運転されることもある。しかし「こうのとり」の一部において、付属編成のみの定期運用もある。
| ← 京都・新大阪／天橋立／東舞鶴城崎温泉・宮津 → | ← 京都・新大阪／天橋立／東舞鶴城崎温泉・宮津 → | ← 京都・新大阪／天橋立／東舞鶴城崎温泉・宮津 → | ← 京都・新大阪／天橋立／東舞鶴城崎温泉・宮津 → | ← 京都・新大阪／天橋立／東舞鶴城崎温泉・宮津 → |
| ---------------------------------------------- | ---------------------------------------------- | ---------------------------------------------- | ---------------------------------------------- | ---------------------------------------------- |
| FA編成                                         | ＞ クモハ287 -#0 （Mc）                        | モハ286 -#0 （M'）                             | ＜＞ モハ287 -#100 （M）                       | クモロハ286 -#0 （M'sc）                       |
| 定員                                           | 64                                             | 68                                             | 50                                             | 38                                             |
| FC編成                                         | ＞ クモハ287 -#0 （Mc）                        | モハ286 -#100 （M'1）                          | クモハ286 -#0 （M'c）                          |                                                |
| 定員                                           | 64                                             | 58                                             | 56                                             |                                                |

### 吹田総合車両所日根野支所所属
投入当初は車内販売（現在は営業休止）に対応するため、車内販売用設備を備えたモハ287形200番台を連結する。付属編成は北近畿ビッグXネットワーク用と編成が同じことから、後述のように北近畿ビッグXネットワーク用の代用として使用されることがある。
「くろしお」は基本編成のみの6両編成で運用されるが、京都駅 - 白浜駅間では付属編成を連結して9両編成となる場合もある。白浜駅 - 新宮駅間での運用は2015年（平成27年）10月31日から（同時に幌の連結を廃止）。「らくラクやまと」は付属編成のみの3両編成で運用される。
| ← 京都新宮・奈良（大阪環状線経由） → | ← 京都新宮・奈良（大阪環状線経由） → | ← 京都新宮・奈良（大阪環状線経由） → | ← 京都新宮・奈良（大阪環状線経由） → | ← 京都新宮・奈良（大阪環状線経由） → | ← 京都新宮・奈良（大阪環状線経由） → | ← 京都新宮・奈良（大阪環状線経由） → |
| ------------------------------------ | ------------------------------------ | ------------------------------------ | ------------------------------------ | ------------------------------------ | ------------------------------------ | ------------------------------------ |
| HC600 編成                           | ＞ クモハ287 -#0 （Mc）              | モハ286 -#0 （M'）                   | モハ286 -#200 （M'2）                | ＞ モハ287 -#200 （M2）              | モハ286 -#0 （M'）                   | クモロハ286 -#0 （M'sc）             |
| 定員                                 | 64                                   | 68                                   | 50                                   | 72                                   | 68                                   | 38                                   |
| HC630 編成                           | ＞ クモハ287 -#0 （Mc）              | モハ286 -#100 （M'1）                | クモハ286 -#0 （M'c）                |                                      |                                      |                                      |
| 定員                                 | 64                                   | 58                                   | 56                                   |                                      |                                      |                                      |

## 車両配置と運用線区

### 吹田総合車両所福知山支所

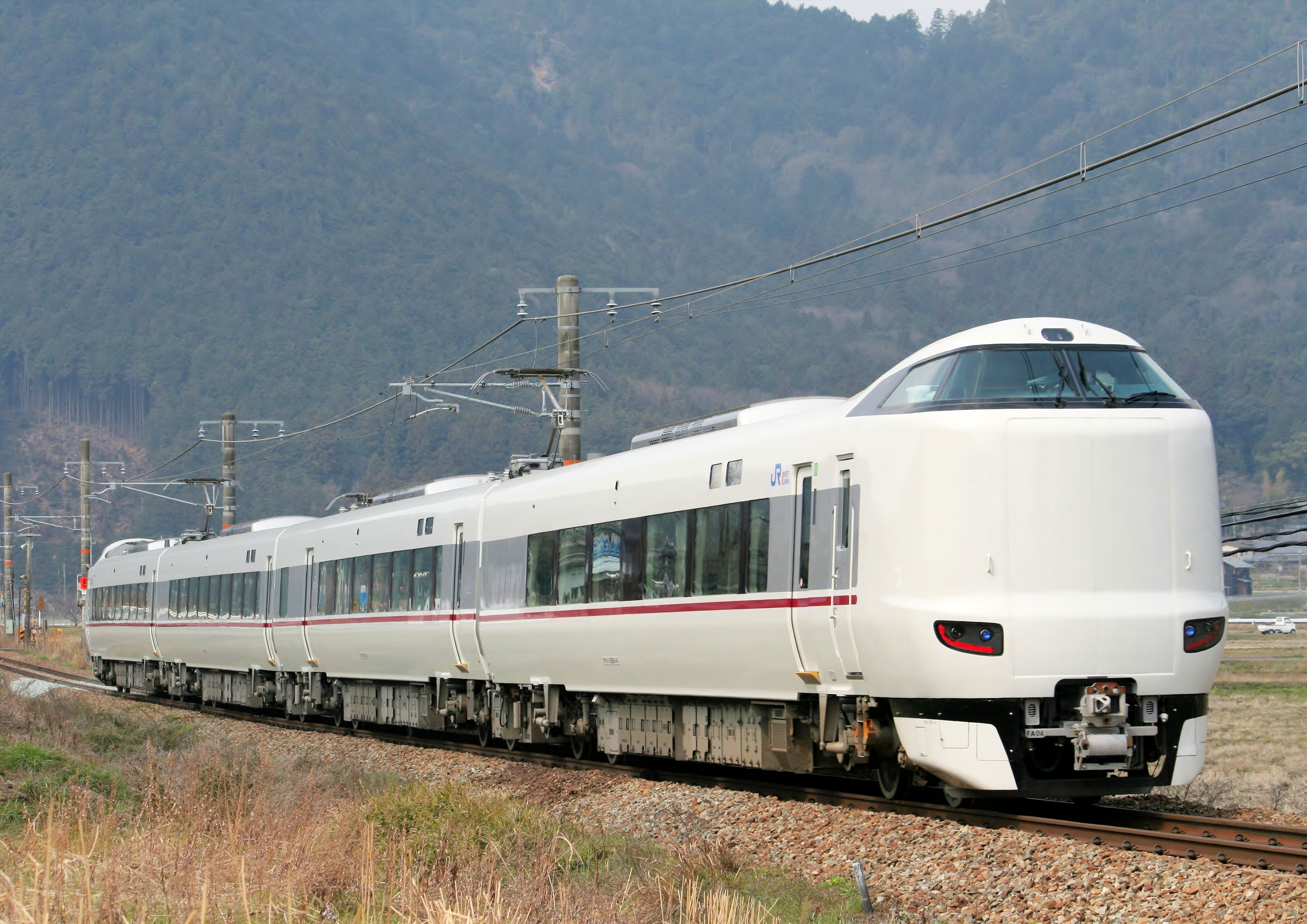
福知山所属車（FA編成） （2011年3月30日 黒井駅 - 石生駅間）
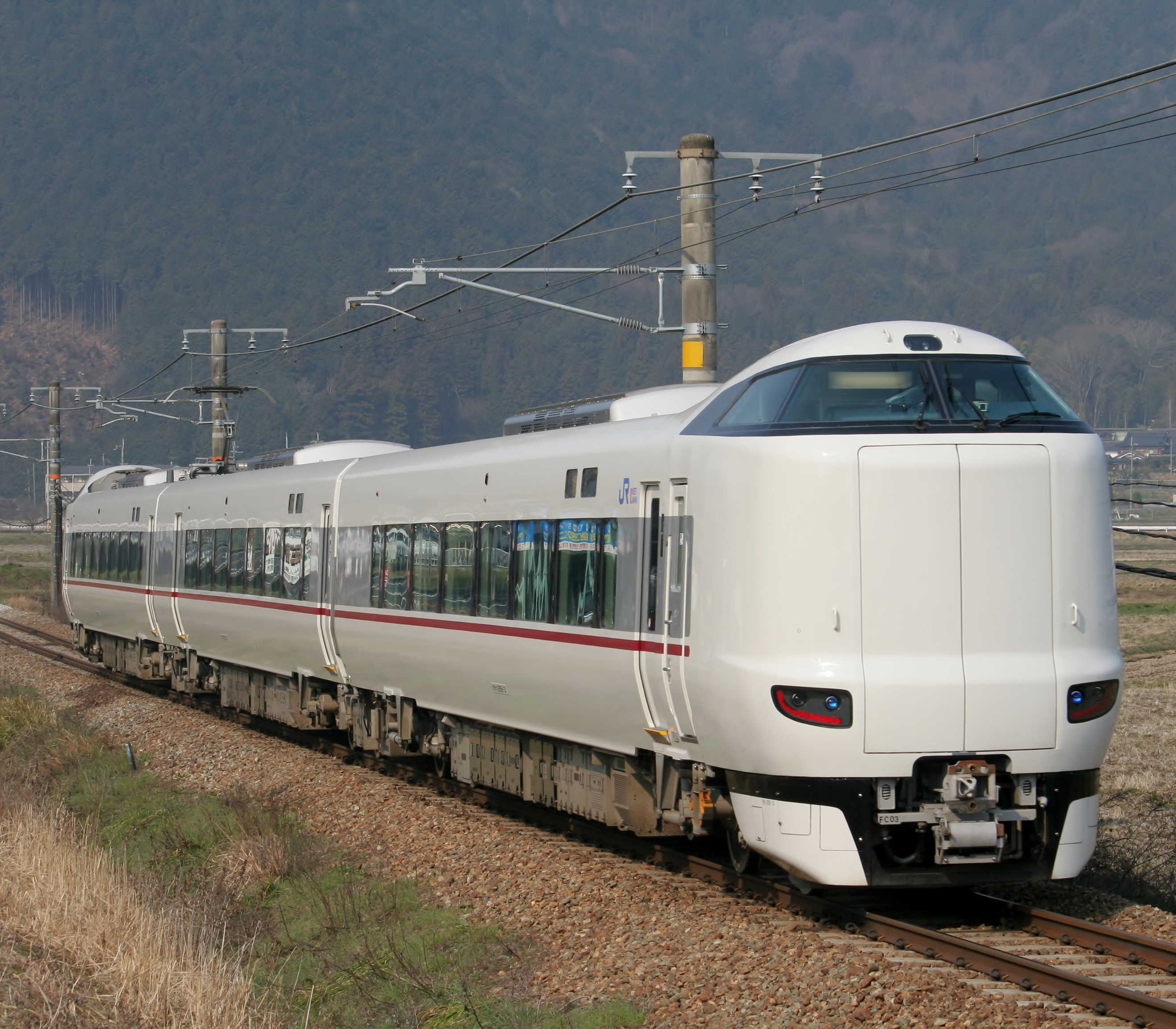
福知山所属車（FC編成） （2011年3月30日 黒井駅 - 石生駅間）
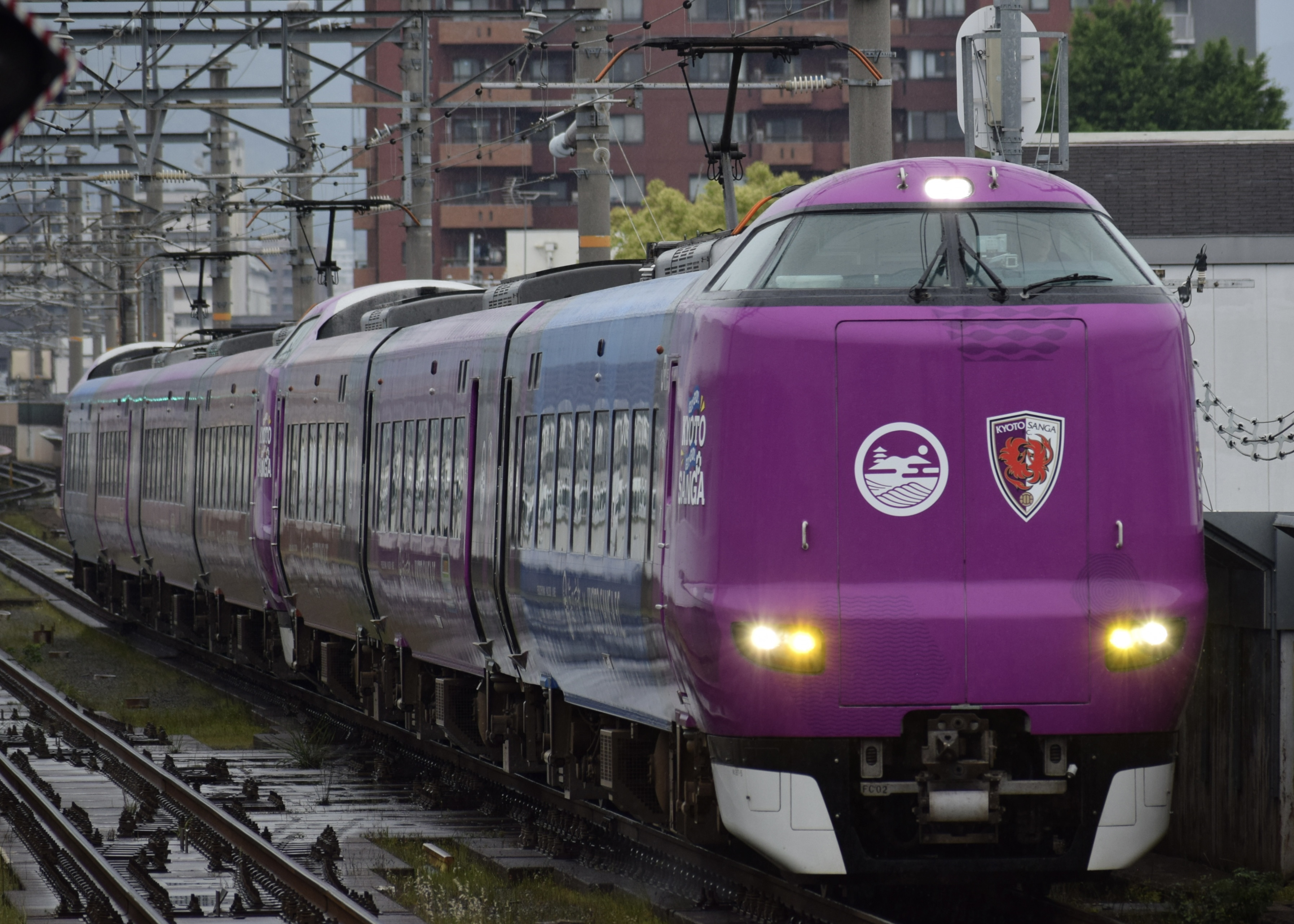
「KYOTO SANGA TRAIN」仕様のFC02編成+FA04編成 （2024年5月19日）

2025年（令和7年）4月1日現在、吹田総合車両所吹田総合車両所福知山支所（旧：福知山電車区）には、4両編成×7本（FA01 - FA07編成）と3両編成×6本（FC01 - FC06編成）の計46両が所属している。
2010年（平成22年）11月29日に最初の編成（4両編成+3両編成）が近畿車輛を出場し、試運転を行った。その後、東海道・山陽本線向日町操車場 - 網干駅間や、山陰本線京都駅 - 城崎温泉駅間、北近畿タンゴ鉄道（現：WILLER TRAINS）などで試運転が行われた。
2011年（平成23年）2月15日には4両編成が、同年2月22日には2編成（4両編成+3両編成）が近畿車輛を出場し、試運転を行った。
2011年（平成23年）3月12日のダイヤ改正で、25両（FA編成×4本・FC編成×3本）が以下の列車で営業運転を開始し（「こうのとり」は3往復のみ）、同年6月1日に21両（FA編成×3本・FC編成×3本）が追加投入された。
2016年（平成28年）3月26日のダイヤ改正で、福知山電車区の289系の運用が「こうのとり」に集約されたことに伴い、「きのさき」と「はしだて」と「まいづる」のJR西日本所属車は全て本系列に統一された（「はしだて」と「まいづる」で運用されているKTR8000形はWILLER TRAINSの車両（保有は北近畿タンゴ鉄道）である）。
2018年（平成30年）3月17日のダイヤ改正で、「きのさき」「はしだて」各1往復が289系の運用となり、「こうのとり」の本系列の運用が2往復から5往復に増加した。
2019年（平成31年）3月16日のダイヤ改正で、「こうのとり」の本系列の運用が5往復から6往復に増加し、「きのさき」の本系列の運用が9往復から8往復に減少した。
2024年（令和6年）にはFA04・FC02編成が「KYOTO SANGA TRAIN」となり、FC02編成は2月2日より、FA04編成は2月10日より運行を開始し、2027年（令和9年）頃までの運行を予定している。
2024年（令和6年）7月6日には4両編成×1本が「兵庫ディスティネーションキャンペーン アフターキャンペーン」の一環として、沿線の豊岡市や城崎温泉をデザインしたラッピングを実施し、2025年（令和7年）3月頃までの運行を予定している。
2025年（令和7年）3月15日現在の運用
- 特急「こうのとり」：下り5・7・9・19・23・25号、上り2・4・6・16・18・22号[23][24]
- 特急「きのさき」：下り1・7・11・15・17・19号、上り2・4・8・12・14・20号[25][26]
- 特急「はしだて」：下り1・3・7号、上り4・6・10号[27][26]
- 特急「まいづる」：下り1・3・7・9・11・13号、上り2・4・10・12号[28][26]

- 福知山所属車（FA編成）
（2011年3月30日 黒井駅 - 石生駅間）
- 福知山所属車（FC編成）
（2011年3月30日 黒井駅 - 石生駅間）
- 「KYOTO SANGA TRAIN」仕様のFC02編成+FA04編成
（2024年5月19日）

### 吹田総合車両所日根野支所

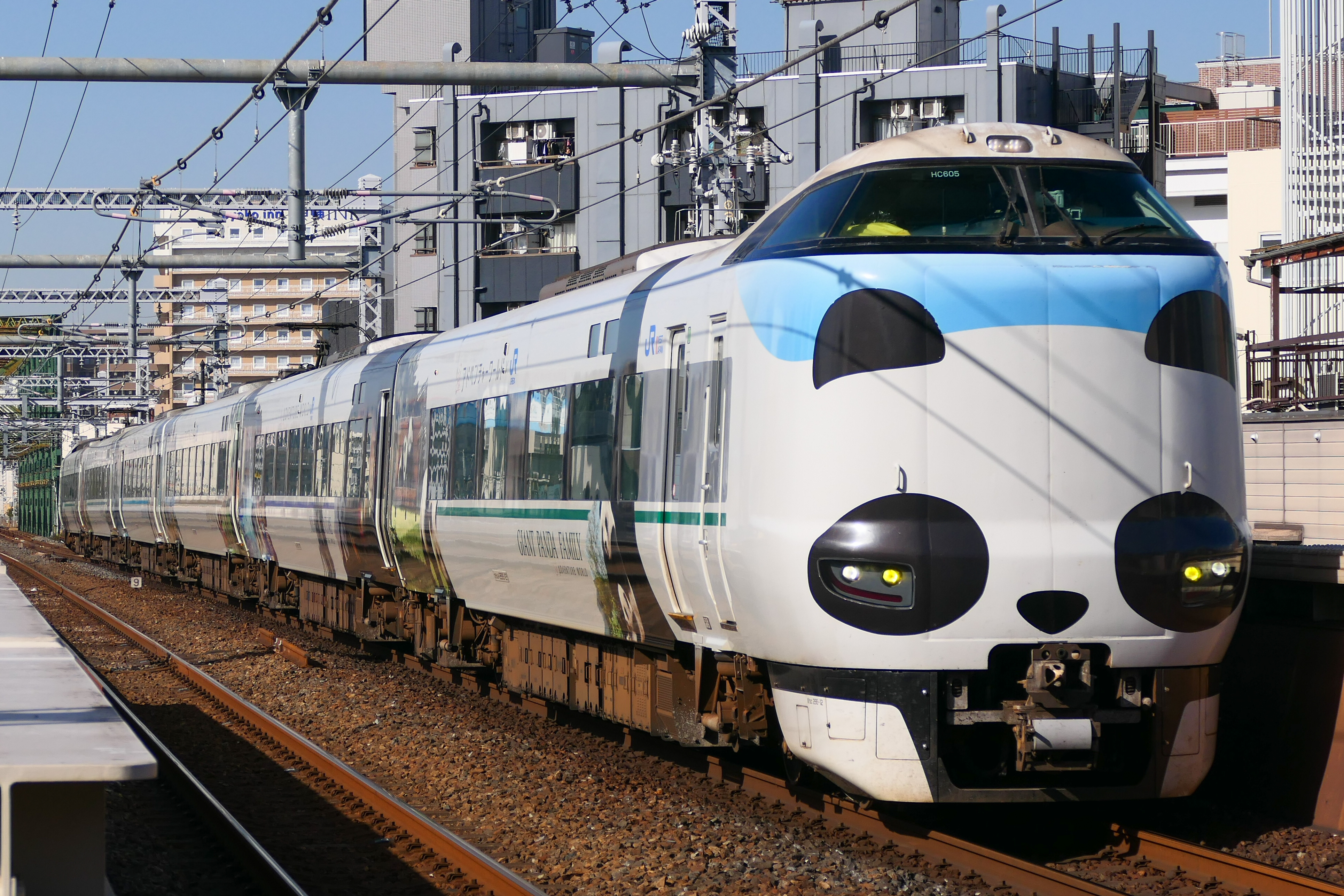
「パンダくろしおSmileアドベンチャートレイン」仕様のHC605編成 （2023年12月8日 大正駅）
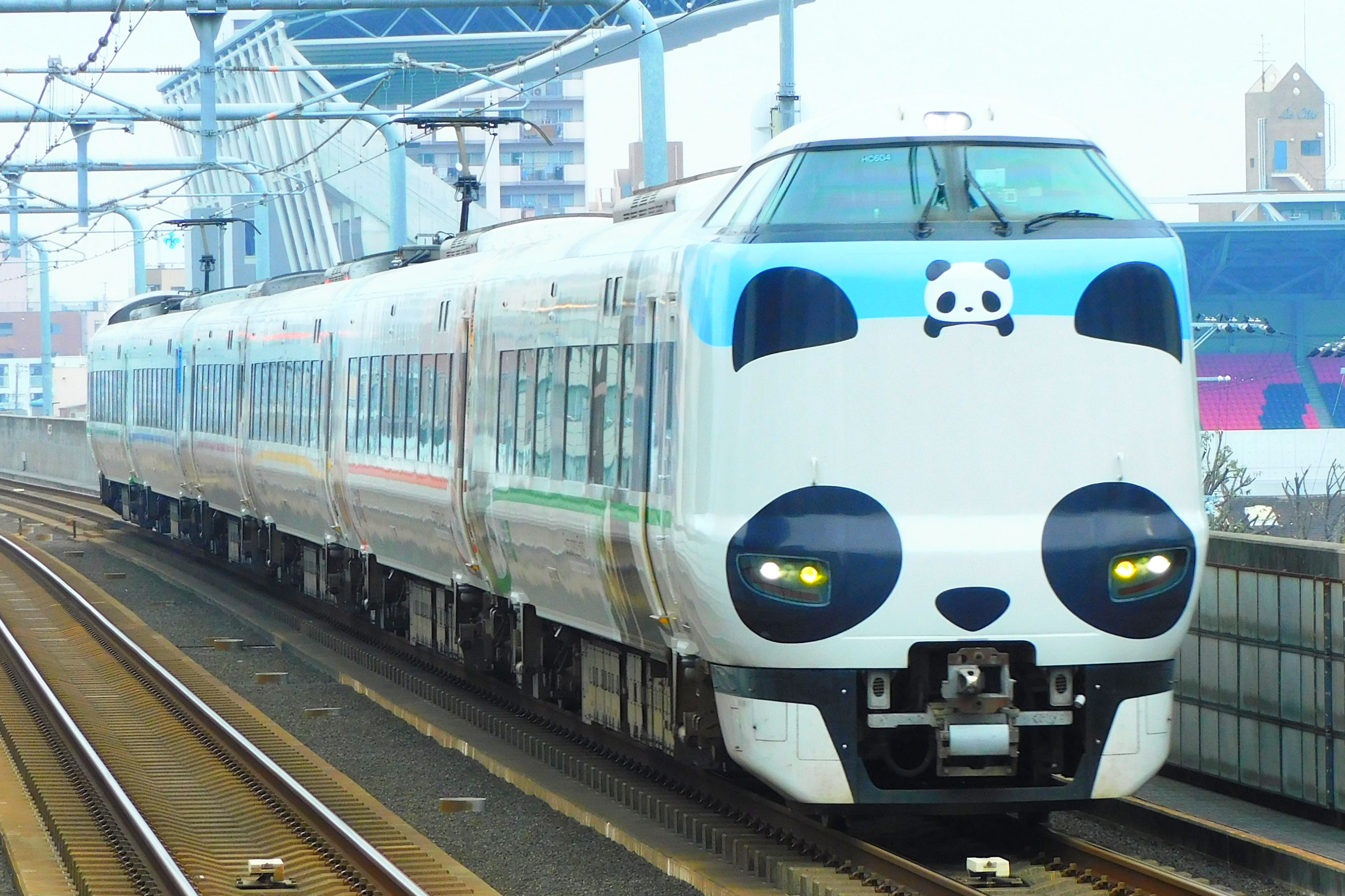
「パンダくろしおサステナブルSmileトレイン」仕様のHC604編成 （2021年2月12日 長居駅）
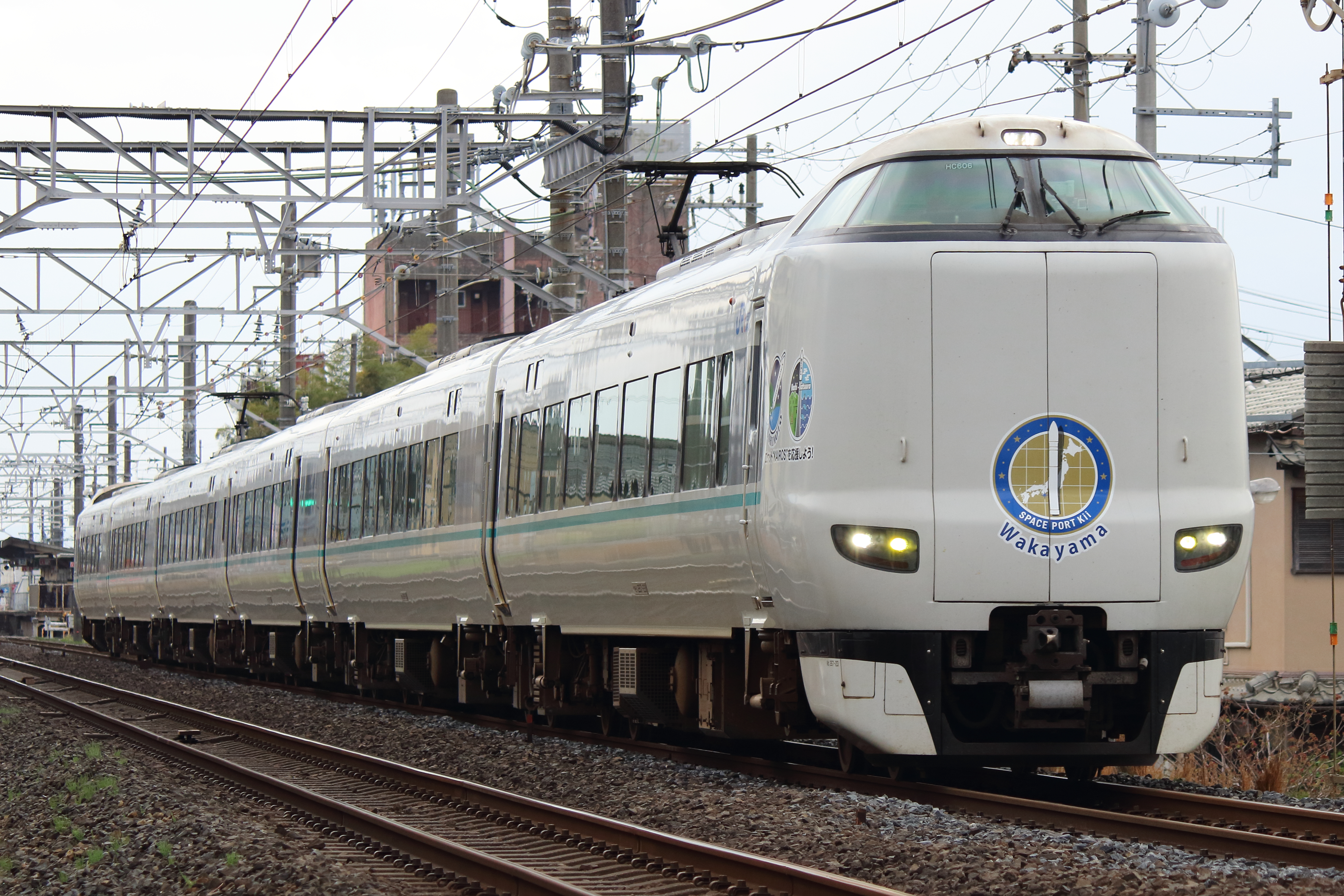
「ロケットカイロス号」仕様のHC606編成 （2023年4月6日 鳳駅 - 富木駅間）
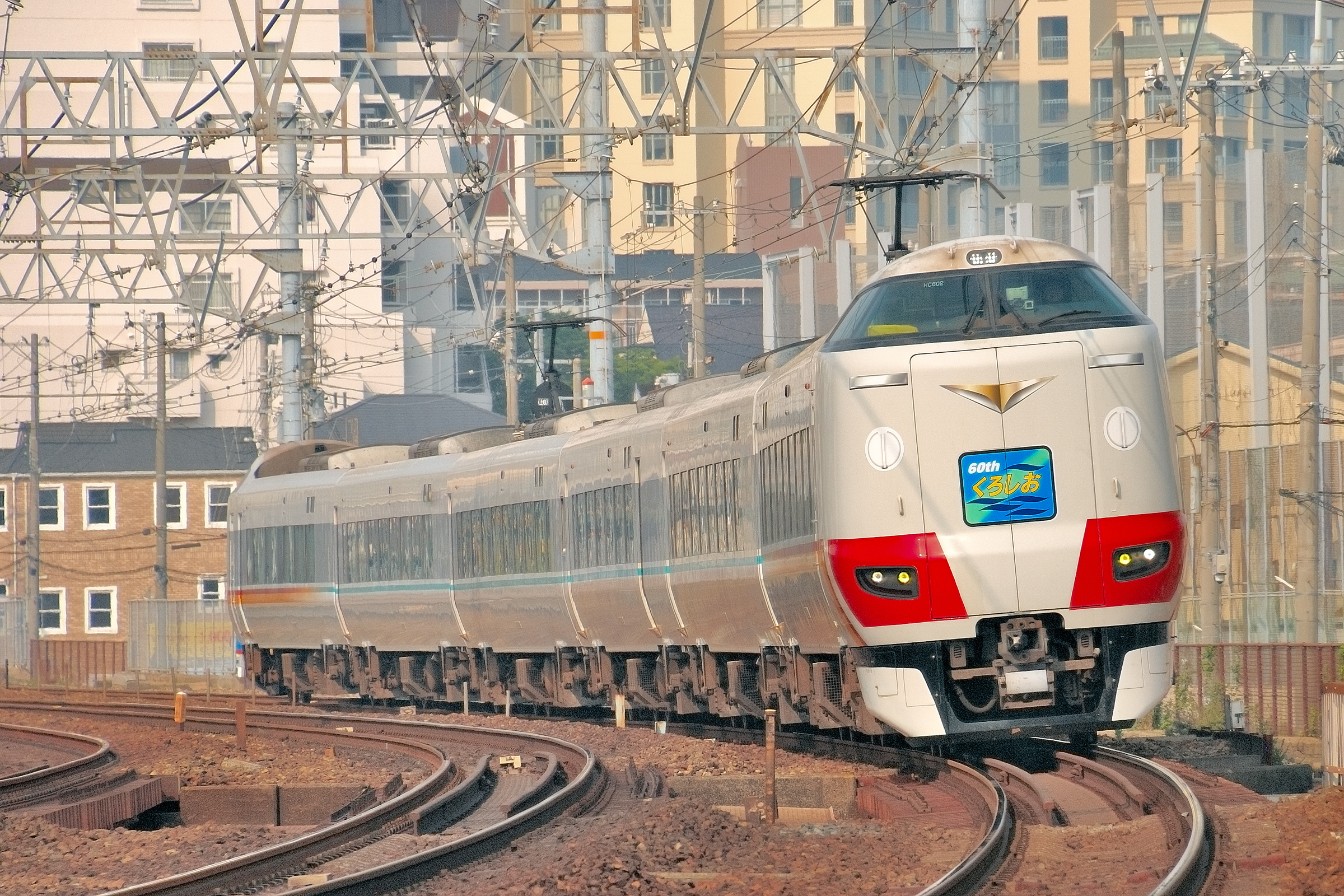
「くろしお60周年記念ラッピング列車」仕様のHC602編成 （2025年7月5日）
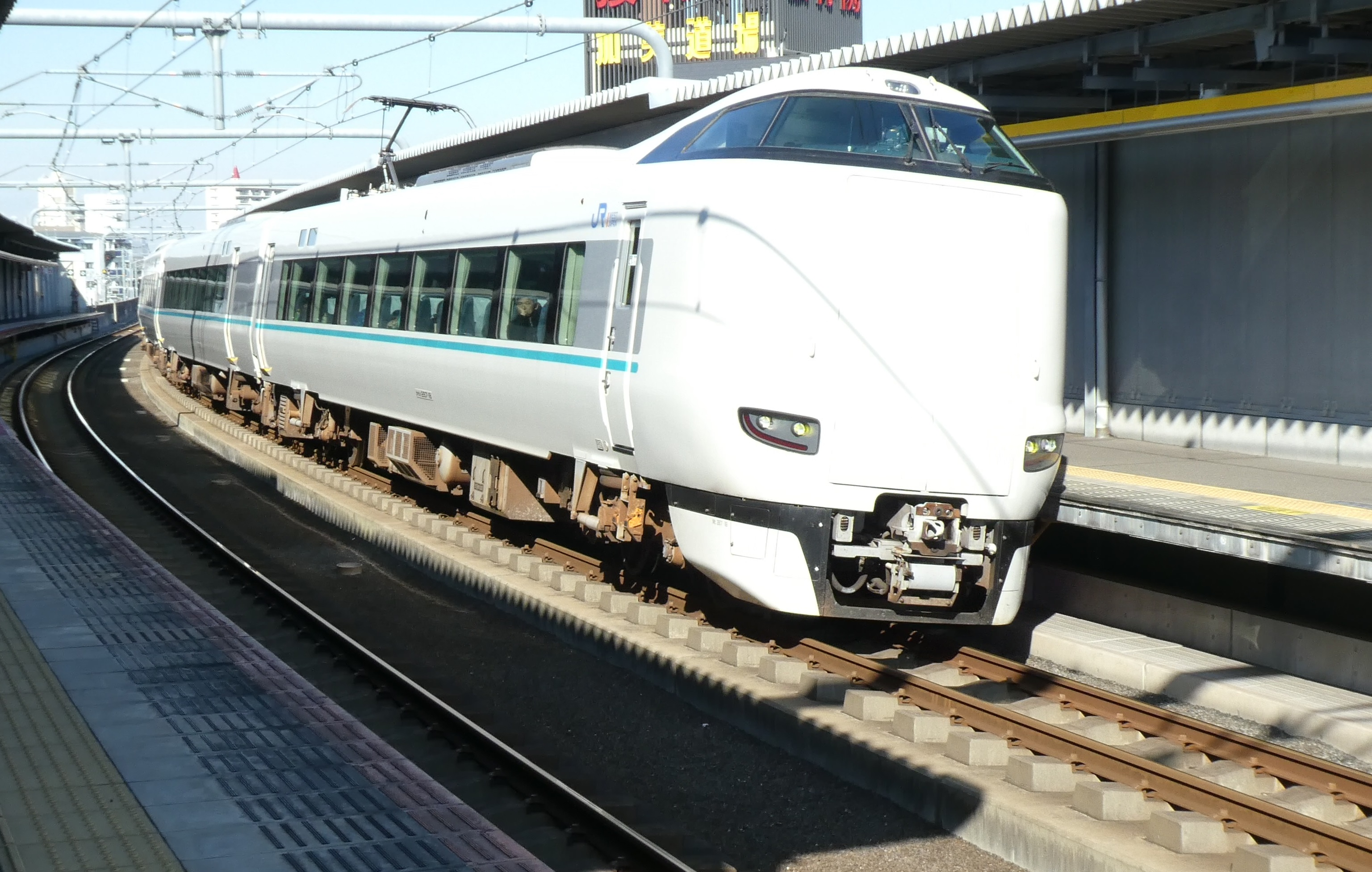
「まほろば」（運用終了） （2019年12月1日 新加美駅）

2025年（令和7年）4月1日現在、吹田総合車両所日根野支所には、6両編成×6本（HC601 - HC606編成）と3両編成×5本（HC631 - HC635編成）の計51両が所属している。
2011年（平成23年）8月に第1編成が落成し、同年9月28日から試運転が行われた。2012年（平成24年）2月29日には3両編成が川崎重工業を出場し、試運転を行った。
2012年（平成24年）3月までに6両編成×3本・3両編成×2本が配置され、2012年（平成24年）4月から7月にかけて6両編成×3本・3両編成×3本が追加配置された。
2012年（平成24年）3月17日のダイヤ改正より、12両（6両編成×2本）が「くろしお」の4往復で営業運転を開始し、同年6月1日に9両（6両編成×1本・3両編成×1本）が追加投入された。
2015年（平成27年）1月にはHC631編成が福知山に貸し出され、「こうのとり」の運用に入った。
2015年（平成27年）10月31日より、「くろしお」の381系が289系に置き換えられたが、289系は従来の287系の運用を担当、これにより287系は従来の381系の運用を担当することになり、白浜駅 - 新宮駅間での運用を開始した。
2017年（平成29年）以降、付属編成を2本連結した6両編成で運転されることがある。
2017年（平成29年）8月5日より、HC605編成がアドベンチャーワールドの風景をラッピングした「パンダくろしお『Smileアドベンチャートレイン』」となり、臨時「くろしお」95号として運転を開始した。同年8月6日以降は「くろしお」の定期列車で運用を開始した。なお、運行期間は当初は2019年（令和元年）11月までの予定だったが、後に2023年（令和5年）冬まで延長された。2019年（令和元年）12月にはHC601編成が同様のラッピングとなり2編成での運行となり、下り3・25号と上り6・26号に投入された。さらに2020年（令和2年）からはHC604編成が「パンダくろしお『サステナブルSmileトレイン』」のラッピングとなり、同年7月23日から運行を開始した。2025年（令和7年）6月28日にアドベンチャーワールドのジャイアントパンダ全4頭が中華人民共和国に返還されたが、「パンダくろしお編成」は塗装を変更せず当面の間運用される予定である。
2023年（令和5年）3月31日より、HC606編成が沿線にあるスペースポート紀伊から打ち上げを実施したロケット「カイロス」を応援するため、「特急くろしお『ロケットカイロス号』」となり、先頭車の前面と側面にエンブレムが掲出された。
2025年（令和7年）7月5日より、HC602編成が「特急くろしお60周年記念ラッピング列車」として、両先頭車に381系「スーパーくろしお」の登場時の塗装をイメージしたラッピングが実施され、同日に神戸駅 - 白浜駅間（北方貨物線経由）で運行された団体臨時列車より運行を開始した。2026年（令和8年）2月28日頃までの運行を予定している。
2019年（令和元年）11月からは、大和路線およびおおさか東線の新大阪駅 - 奈良駅間（現在は大阪駅 - 奈良駅間）で運行される特急「まほろば」に、2024年（令和6年）3月からは、大和路線および大阪環状線の新大阪駅 - 奈良駅間で運行される通勤特急「らくラクやまと」に、いずれも付属編成が充当されている。なお、2025年（令和7年）4月5日以降、「まほろば」は683系改造車による運行に変更された。
2025年（令和7年）4月5日現在の運用
- 特急「くろしお」：下り1・3・9・13・17・19・25・27・33号、上り4・6・8・16・20・22・26・28・32号[58][26]
  - 下り1・25号・上り4・26号は「パンダくろしお」ラッピング編成で運転[59][26]。
- 通勤特急「らくラクやまと」[60][61]

過去の運用
- 特急「まほろば」（2025年（令和7年）3月30日まで[54]）[62][55]

- 「パンダくろしおSmileアドベンチャートレイン」仕様のHC605編成
（2023年12月8日 大正駅）
- 「パンダくろしおサステナブルSmileトレイン」仕様のHC604編成
（2021年2月12日 長居駅）
- 「ロケットカイロス号」仕様のHC606編成
（2023年4月6日 鳳駅 - 富木駅間）
- 「くろしお60周年記念ラッピング列車」仕様のHC602編成
（2025年7月5日）
- 「まほろば」（運用終了）
（2019年12月1日 新加美駅）

## 編成表
2025年（令和7年）4月1日現在
凡例
- 近車：近畿車輌
- 川重：川崎重工業車両カンパニー（現：川崎車両）

### 吹田総合車両所福知山支所所属
| ← 新大阪・京都／天橋立／東舞鶴城崎温泉・宮津 → | ← 新大阪・京都／天橋立／東舞鶴城崎温泉・宮津 → | ← 新大阪・京都／天橋立／東舞鶴城崎温泉・宮津 → | ← 新大阪・京都／天橋立／東舞鶴城崎温泉・宮津 → | ← 新大阪・京都／天橋立／東舞鶴城崎温泉・宮津 → | ← 新大阪・京都／天橋立／東舞鶴城崎温泉・宮津 → | ← 新大阪・京都／天橋立／東舞鶴城崎温泉・宮津 → |
| ---------------------------------------------- | ---------------------------------------------- | ---------------------------------------------- | ---------------------------------------------- | ---------------------------------------------- | ---------------------------------------------- | ---------------------------------------------- |
| 編成番号                                       | クモハ 287                                     | モハ 286                                       | モハ 287                                       | クモロハ 286                                   | 落成日                                         | 備考                                           |
| FA01                                           | 1                                              | 1                                              | 101                                            | 1                                              | 2010/11/29 （近車）                            |                                                |
| FA02                                           | 3                                              | 2                                              | 102                                            | 2                                              | 2011/02/15 （近車）                            |                                                |
| FA03                                           | 4                                              | 3                                              | 103                                            | 3                                              | 2011/02/22 （近車）                            |                                                |
| FA04                                           | 6                                              | 4                                              | 104                                            | 4                                              | 2011/03/03 （近車）                            | KYOTO SANGA TRAIN                              |
| FA05                                           | 8                                              | 5                                              | 105                                            | 5                                              | 2011/04/07 （近車）                            |                                                |
| FA06                                           | 10                                             | 6                                              | 106                                            | 6                                              | 2011/05/10 （近車）                            |                                                |
| FA07                                           | 12                                             | 7                                              | 107                                            | 7                                              | 2011/06/09 （近車）                            |                                                |
| 編成番号                                       | クモハ 287                                     | モハ 286                                       | クモハ 286                                     |                                                | 落成日                                         | 備考                                           |
| FC01                                           | 2                                              | 101                                            | 1                                              |                                                | 2010/11/29 （近車）                            |                                                |
| FC02                                           | 5                                              | 102                                            | 2                                              | 2011/02/22 （近車）                            | KYOTO SANGA TRAIN                              |                                                |
| FC03                                           | 7                                              | 103                                            | 3                                              | 2011/03/03 （近車）                            |                                                |                                                |
| FC04                                           | 9                                              | 104                                            | 4                                              | 2011/04/07 （近車）                            |                                                |                                                |
| FC05                                           | 11                                             | 105                                            | 5                                              | 2011/05/10 （近車）                            |                                                |                                                |
| FC06                                           | 13                                             | 106                                            | 6                                              | 2011/06/09 （近車）                            |                                                |                                                |

### 吹田総合車両所日根野支所所属
| ← 京都新宮・奈良（環状線経由） → | ← 京都新宮・奈良（環状線経由） → | ← 京都新宮・奈良（環状線経由） → | ← 京都新宮・奈良（環状線経由） → | ← 京都新宮・奈良（環状線経由） → | ← 京都新宮・奈良（環状線経由） → | ← 京都新宮・奈良（環状線経由） → | ← 京都新宮・奈良（環状線経由） → | ← 京都新宮・奈良（環状線経由） →               |
| -------------------------------- | -------------------------------- | -------------------------------- | -------------------------------- | -------------------------------- | -------------------------------- | -------------------------------- | -------------------------------- | ---------------------------------------------- |
| 編成番号                         | クモハ 287                       | モハ 286                         | モハ 286                         | モハ 287                         | モハ 286                         | クモロハ 286                     | 落成日                           | 備考                                           |
| HC601                            | 14                               | 8                                | 201                              | 201                              | 9                                | 8                                | 2011/08/09 （近車）              | パンダくろしお 『Smileアドベンチャートレイン』 |
| HC602                            | 15                               | 10                               | 202                              | 202                              | 11                               | 9                                | 2011/09/27 （近車）              | くろしお60周年記念ラッピング                   |
| HC603                            | 16                               | 12                               | 203                              | 203                              | 13                               | 10                               | 2012/02/17 （川重）              |                                                |
| HC604                            | 19                               | 14                               | 204                              | 204                              | 15                               | 11                               | 2012/04/05 （川重）              | パンダくろしお 『サステナブルSmileトレイン』   |
| HC605                            | 20                               | 16                               | 205                              | 205                              | 17                               | 12                               | 2012/04/16 （川重）              | パンダくろしお 『Smileアドベンチャートレイン』 |
| HC606                            | 23                               | 18                               | 206                              | 206                              | 19                               | 13                               | 2012/06/21 （川重）              | ロケットカイロス号                             |
| 編成番号                         | クモハ 287                       | モハ 286                         | クモハ 286                       |                                  |                                  |                                  | 落成日                           | 備考                                           |
| HC631                            | 17                               | 107                              | 7                                |                                  |                                  |                                  | 2012/02/29 （川重）              |                                                |
| HC632                            | 18                               | 108                              | 8                                | 2012/03/15 （川重）              |                                  |                                  |                                  |                                                |
| HC633                            | 21                               | 109                              | 9                                | 2012/06/07 （川重）              |                                  |                                  |                                  |                                                |
| HC634                            | 22                               | 110                              | 10                               | 2012/06/07 （川重）              |                                  |                                  |                                  |                                                |
| HC635                            | 24                               | 111                              | 11                               | 2012/07/05 （川重）              |                                  |                                  |                                  |                                                |